# Península de Zapata
La península de Zapata es un accidente geográfico que pertenece a la provincia cubana de Matanzas, en el sur del occidente del archipiélago. Es la mayor península de la isla y alberga al municipio más grande y menos poblado del país. El Parque Nacional Ciénaga de Zapata se encuentra en este territorio de alto valor ecológico, donde es posible encontrar una variedad de especies endémicas y migratorias.

## Delimitación
Enmarcada entre las estribaciones de la Ensenada de la Broa al sur y el Golfo de Batabanó al este. Al norte del golfo de Cazones. Y bordeando por el norte con la Carretera Central de Cuba.
- Datos: Q1357806
- Multimedia: Península de Zapata / Q1357806